# Südchinesischer Riesensalamander
Der Südchinesische Riesensalamander (Andrias sligoi) ist eine großwüchsige Amphibienart aus der Familie der Riesensalamander (Cryptobranchidae), die im südlichen China vorkommt. Die Art wurde im Jahr 1924 durch den britischen Herpetologen Edward George Boulenger unter der Bezeichnung Megalobatrachus sligoi erstmals wissenschaftlich beschrieben und nach dem Marquess of Sligo benannt. Das 99 cm lange Typusexemplar wurde im botanischen Garten von Hongkong in menschlicher Obhut gehalten und stammte wahrscheinlich ursprünglich vom nah gelegenen Festland (Guangdong oder Guangxi). Nachfolgende Autoren synonymisierten Megalobatrachus sligoi mit dem Chinesischen Riesensalamander (Andrias davidianus). In einer 2019 veröffentlichten Arbeit über den Chinesischen Riesensalamander konnte jedoch gezeigt werden, dass es sich bei dieser Art um einen Komplex mehrerer kryptischer Arten handelt. Die südliche Klade der chinesischen Antias-Arten bekam daraufhin die Bezeichnung Andrias sligoi.

## Merkmale
Der Südchinesische Riesensalamander ist wahrscheinlich die größte Amphibie der Welt. Ein bei Guizhou gefangenes Exemplar war 180 cm lang. Der Körper ist abgeflacht, die Gliedmaßen sind kurz und dick. Die Finger und Zehen sind flach und an ihren Außenseiten mit einer Hautmembran ausgestattet. Der Schwanz ist kurz, seitlich stark abgeflacht und am Ende abgerundet. Breite Hautfalten und Höcker befinden sich  auf dem Rumpf, fehlen aber am Kopf. Der Südchinesische Riesensalamander ist bräunlich gefärbt; der Schwanz ist gefleckt. Im Vergleich mit dem Chinesischen Riesensalamander ist der Kopf größer, breiter und flacher. Der Abstand zwischen den Nasenlöchern ist größer, die Schnauze ist deutlicher abgerundet, die Augen treten mehr hervor und Tuberkeln fehlen auf dem Kopf.

## Verbreitung
Der Südchinesische Riesensalamander kommt im südlichen China im Einzugsbereich des Perlflusses vor. Die genauen Grenzen des Verbreitungsgebietes sind bisher nicht bekannt, alle aktuell bekannten lebenden Exemplare befinden sich in menschlicher Obhut.